# عين قاني
عين قني هي إحدى القرى اللبنانية من قرى قضاء الشوف في محافظة جبل لبنان.